# Abdullah Haselhoef
Regillio Frank ('Abdullah') Haselhoef (Paramaribo, 1968 – nabij Breda, 10 juni 2018) was een Surinaams-Nederlands islamitisch geestelijke en schrijver.

## Biografie
Haselhoef werd in Suriname geboren, als zoon van een uit Amsterdam afkomstige Joodse vader en een islamitische moeder, die oorspronkelijk afkomstig was uit westelijk India. Zijn ouders scheidden toen hij twee was, waarna hij op zijn vierde met zijn moeder naar Nederland kwam. Haselhoef groeide op in den Haag in de wijk Duinoord. Hij volgde tussen 1980 en 1986 het vwo, maar rondde deze opleiding niet af. Ook een vervolgopleiding, aan de sociale academie, rondde hij niet af.

### Dienstplicht
Tijdens zijn dienstplicht, die hij als kanonnier vervulde, verzocht Haselhoef om een maand onbetaald verlof vanwege de ramadan. Minister van Defensie Van Eekelen wees dit verzoek af. Hierop dook Haselhoef vanaf 6 mei 1987 gedurende 26 dagen onder in Londen. Hij was volgens de Vereniging van Dienstplichtige Militairen "de eerste dienstplichtige militair die wegens zijn geloof onderduikt" en wilde door zijn actie een daad stellen voor de circa 500 Nederlandse dienstplichtigen uit etnische minderheden. In september van dat jaar werd Haselhoef door de Krijgsraad wegens ongeoorloofde afwezigheid tot drie weken militaire detentie veroordeeld, waarvan twee weken voorwaardelijk. Hij ging tegen dit vonnis in beroep. Zijn beroep tegen de beschikking van de minister werd eind december 1987 door het militaire ambtenarengerecht afgewezen.

### Islamitisch geestelijke
Tijdens zijn studie aan de sociale academie besloot Haselhoef voor het islamitische geloof te kiezen en volgde hij verschillende cursussen in de Koran. Deze lessen werden gegeven door de Nederlandse imam Abdulwahid van Bommel in het door de lokale overheid gesubsidieerde Moslim Informatie Centrum te Den Haag. Dit Centrum verklaarde vervolgens in 1994 dat Haselhoef imam was en beval hem bij het Psychiatrisch Centrum Rosenburg te Den Haag aan als ziekenhuisimam. Haselhoef werd hiermee de eerste islamitische geestelijk verzorger bij een psychiatrische instelling in Nederland. Later breidde hij zijn werkzaamheden uit naar het Academisch Ziekenhuis Dijkzigt, het Sophia Kinderziekenhuis en de Daniel den Hoedkliniek te Rotterdam.
Haselhoef werd landelijk bekend na de aanslagen van 11 september 2001. Hij sprak tijdens een herdenkingsdienst, waarbij onder andere het Nederlandse kabinet, kroonprins Willem-Alexander en Máxima Zorreguieta – toen nog geen prinses – aanwezig waren. Toenmalig premier Wim Kok was zeer te spreken over zijn bijdrage. Daarna was Haselhoef regelmatig op de Nederlandse televisie te zien als officieuze woordvoerder van de moslims in Nederland. Ook nam Pim Fortuyn een kritische reactie van Haselhoef op in een herdruk van zijn boek over de islam, die in het najaar van 2001 verscheen.
In mei 2007 trad Haselhoef terug als voorzitter van de Nederlandse Moslimraad. Hij werd opgevolgd door Abdulmajid Khairoun.
In juni 2007 verhuisde Haselhoef met zijn gezin naar Duitsland, mede vanwege de vele treiterijen die hem in zijn woonplaats Krabbendijke ten deel zouden zijn gevallen. Hij bleef echter wel in Nederland werken en verhuisde later naar Dordrecht.
Haselhoef was sinds februari 2009 directeur van Estena Limited.

### Opspraak
Haselhoef kwam in opspraak toen bleek dat hij nooit een imam-opleiding had gevolgd, terwijl koranlessen die hij had gevolgd wel als zodanig op zijn cv werden omschreven. Zijn uitspraak rond dezelfde tijd dat volgens de Koran praktiserende homoseksuelen de doodstraf moeten krijgen als zij worden betrapt door minstens vier getuigen wekte grote opschudding. Haselhoef bood later zijn excuses tegenover het COC voor deze opmerking aan. Een aanklacht wegens belediging werd ingetrokken omdat de uitspraak onder de vrijheid van godsdienst viel.
In mei 2011 werd Haselhoef gearresteerd op verdenking van fraude. Hij werd ervan verdacht miljoenen euro's te hebben gedeclareerd voor opvang van niet-bestaande kinderen. Het Openbaar Ministerie liet beslag leggen op zijn woning in Krabbendijke.
Op 18 januari 2013 verklaarde de rechtbank de officier van justitie echter niet-ontvankelijk. De rechtbank oordeelde dat er in feite geen sprake was geweest van een concrete verdenking van een strafbaar feit en dat Haselhoef door de arrestatie ten onrechte als fraudeur gestigmatiseerd was. Op 25 februari 2016 veroordeelde de rechtbank in Den Haag Haselhoef alsnog tot twintig maanden gevangenisstraf wegens fraude voor 2,2 miljoen euro met kinderopvangtoeslag en wegens uitkeringsfraude.
Na het overlijden van Haselhoef werd medio augustus 2018 een procedure gevoerd waarbij het OM 658.000 euro eiste uit de criminele erfenis.

### Overlijden
Op 10 juni 2018 kwam Haselhoef bij een verkeersongeluk met een spookrijder op de A16 om het leven.
- Gemeinsame Normdatei: 173755720
- International Standard Name Identifier: 0000 0003 8234 3092
- Library of Congress Control Number: nr2002043230
- Nederlandse Thesaurus van Auteursnamen: 165539631
- Virtual International Authority File: 265367954
- WorldCat: E39PBJwthDJCbDJhkqJ9hJYkjC